# 錫布利 (密西西比州)
錫布利（英語：Sibley）是位於美國密西西比州亞當斯縣的非建制地區。

## 地理
錫布利所處的海拔為高於海平面49米（即161英呎），而該地所採用的時區為UTC-6，即北美中部時區（CST）。同時該地設有夏令時間，為UTC-6調快一小時，即UTC-5（CDT）。